# Vladimir Baša
Vladimir Baša [vládimir báša], slovenski gospodarstvenik in prosvetni delavec, * 13. julij 1913, Črniče, † 4. februar 1970, Gorica.

## Življenje
Osnovno šolo je končal v rojstnem kraju, gimnazijo v Vidmu in leta 1940 v Trstu promoviral za doktorja trgovsko-ekonomskih ved. Po vpoklicu k vojakom je služil v Albaniji in Grčiji. Po kapitulaciji Italije je jeseni 1943 postal v narodnoosvobodilnemu gibanju član glavnega odbora za Goriško. Marca 1944 ga je gestapo aretiral. Obsojen je bil na smrt; po pomilostitvi maja 1944 pa poslan na prisilno delo na Bavarsko, od koder se je po porazu Nemčije maja 1945 vrnil v Gorico. V povojnih letih je najprej deloval v slovenskih kulturnih in gospodarskih ustanovah, nato služboval  pri Socialnem skrbstvu v Gorici (1954-1956), nazadnje pa je bil v letih 1957−1970 ravnatelj slovenske Kmečke banke v Gorici.